# Broncco
Broncco war eine Serie von Minibikes und Mini-Cycles, die zwischen 1968 und 1972 in Italien von Garelli bzw. Fantic Motor hergestellt und in den USA von Engine Specialties Inc. (Cornwells Heights, Pennsylvania) vertrieben wurde. Ursprünglich unter dem Namen „Bronco“ eingeführt, wurde dieser aus markenrechtlichen Gründen in „Broncco“ geändert, da Ford bereits das Markenrecht am Namen „Bronco“ hielt. Auf der Grundlage der Broncco entstanden später die Garelli-Mokicks Minibat, Bonanza und SK40.

## Geschichte
Nur die von 1968 bis 1970 produzierten Modelle TC-4, BC-4 und TS-4 wurden von Garelli gefertigt und mit Garelli-Motoren ausgestattet. Spätere Broncco-Modelle wie Diablo, Ranger, Eagle und Warrior basierten auf Konstruktionen von Fantic Motor und hatten meist Aspera-Tecumseh- oder Minarelli-Motoren.
Die Fahrzeuge richteten sich vor allem an Jugendliche und boten die Optik und Technik von Enduros oder Cross-Motorrädern in kleinem Maßstab. Die frühen Modelle trugen teilweise noch ein kleines Garelli-Logo neben dem Broncco-Schriftzug.

## Technische Daten (Beispiel: TC-4, 1969)
| Merkmal               | Garelli (mit Motor 354 nBZKW)                                |
| --------------------- | ------------------------------------------------------------ |
| Motor                 | Garelli 354 nBZKW, 49 cm³ Einzylinder-Zweitaktmotor          |
| Leistung              | ca. 6,2 PS                                                   |
| Getriebe              | 4-Gang-Getriebe                                              |
| Antrieb               | Kette                                                        |
| Kühlung               | Luftgekühlt                                                  |
| Zündung               | Schwunglichtmagnetzündung 6 V / 18 W                         |
| Zündkerze             | 14 × 1,25 mm, kurzes Gewinde (12,7 mm), W 225 (BOSCH-Skala)  |
| Vergaser              | Dell’Orto UB 20S / UB 22S                                    |
| Radstand              | 1030 mm                                                      |
| Breite                | 750 mm                                                       |
| Länge                 | 1490 mm                                                      |
| Höhe                  | 1050 mm                                                      |
| Reifen                | 3 × 10 Zoll (hinten verstärkt)                               |
| Reifendruck           | vorn: 1,5 atü · hinten: 2,8 atü                              |
| Bremsen               | Trommelbremsen (vorn: Handbetätigung, hinten: Fußbetätigung) |
| Scheinwerfer          | 6 V / 15 W                                                   |
| Rücklicht             | 6 V / 2 W oder 3 W                                           |
| Höchstgeschwindigkeit | ca. 55–70 km/h                                               |
| Verbrauch             | ca. 2 l/100 km                                               |

## Logo und Design
Der Broncco-Schriftzug war in roten Lettern gehalten, oft mit dem Bild eines steigenden Wildpferds („bucking bronco“) davor – ähnlich dem späteren Logo von Fantic. In frühen Modellen war zusätzlich ein kleines Garelli-Logo enthalten.

## Vertrieb und Vermarktung
Die Broncco-Serie wurde exklusiv durch das Unternehmen Engine Specialties in den Vereinigten Staaten vermarktet. In Europa war sie kaum bekannt. Die Kombination aus italienischem Design und sportlicher Optik sollte den US-Jugendmarkt ansprechen – insbesondere im Trendsegment der sogenannten „mini-cycles“.